# Чемпионат мира по футболу 1990 (отборочный турнир)
Всего 116 команд приняли участие в отборочном турнире Чемпионата мира 1990 года, соревнуясь за 24 путёвки в финальный турнир.  Италия, на правах хозяйки турнира, и  Аргентина, как победитель предыдущего турнира, квалифицировались автоматически, оставив всего 22 путёвки.
24 путёвки были разделены на 6 зон:
- Европа (УЕФА): 14 мест, 1 досталась автоматически квалифицировавшейся Италии и 13 были разыграны между 32 командами.
- Южная Америка (КОНМЕБОЛ): 3,5 места, 1 досталась автоматически квалифицировавшейся Аргентине и 2,5 были разыграны между 9 командами. Команда получавшая 0,5 места должна была участвовать в Межконтинентальных матчах Плей-Офф (против команды из зоны ОФК).
- Северная Америка, Центральная Америка и Карибы (КОНКАКАФ): 2 места, разыгрывались между 16 командами.
- Африка (КАФ): 2 места, разыгрывались между 26 командами.
- Азия (АФК): 2 места, разыгрывались между 26 командами.
- Океания (ОФК): 0,5 места, разыгрывались между 5 странами (включая Израиль и Тайвань). Обладатель 0,5 путёвки попадал в стыковой матч (против команды КОНМЕБОЛ).

Всего 103 команды сыграли хотя бы 1 матч. Всего было сыграно 314 квалификационных матчей, в которых забито 735 мячей (в среднем 2,34 в матче).

## Континентальные зоны
Подробности (даты и результаты матчей, турнирные таблицы) приведены в отдельных статьях по каждой континентальной зоне:
- Европа (УЕФА)

Группа 1 —  Румыния квалифицировалась.
Группа 2 —  Швеция и  Англия квалифицировались.
Группа 3 —  СССР и  Австрия квалифицировались.
Группа 4 —  Нидерланды и  ФРГ квалифицировались.
Группа 5 —  Югославия и  Шотландия квалифицировались.
Группа 6 —  Испания и  Ирландия квалифицировались.
Группа 7 —  Бельгия и  Чехословакия квалифицировались.
- Южная Америка (КОНМЕБОЛ)

Группа 1 —  Уругвай квалифицировался.
Группа 2 —  Колумбия участвовала в Межконтинентальном матче Плей-Офф.
Группа 3 —  Бразилия квалифицировалась.
- Северная Америка (КОНКАКАФ)

 Коста-Рика и  США квалифицировались.
- Африка (КАФ)

 Египет и  Камерун квалифицировались.
- Азия (АФК)

 Республика Корея и  ОАЭ квалифицировались.
- Океания (ОФК)

 Израиль участвовал в Межконтинентальном матче Плей-Офф.

## Межконтинентальные матчи Плей-Офф
Команды в двух матчах определяли обладателя путёвки.

### КОНМЕБОЛ / ОФК
| 15 октября 1989 | \| Колумбия \| 1 — 0 \| Израиль \| \| Усуриага, 73 \| Голы \| \| | Стадион: Метрополитано Роберто Мелендес, Барранкилья Зрителей: 65 000 Судья: Мишель Вотро |
| Колумбия        | 1 — 0                                                            | Израиль                                                                                   |
| Усуриага, 73    | Голы                                                             |                                                                                           |

| 30 октября 1989 | \| Израиль \| 0 — 0 \| Колумбия \| | Стадион: Рамат-Ган, Рамат-Ган Зрителей: 50 000 Судья: Эдгардо Кодесаль |
| Израиль         | 0 — 0                              | Колумбия                                                               |

 Колумбия победила по сумме двух матчей (1-0).